# Касситооме
Касситооме (эст. Kassitoome) — парк в центре Тарту. Принадлежит к охраняемой территории старого города Тарту.
Парк расположен между улицами Няйтузе, Бэра и Ору. Улица Бэра отделяет его от Тоомемяги.
Парк характеризуется разнообразным рельефом: частично он расположен на оборонительных сооружениях шведской эпохи, в парке также есть так называемый Касситооме аук (Кассиорг или Тоомеорг), прежде карьер для добывания глины и песка. Дорожки парка проложены регулярно, с них открываются разные виды с разных уровней.
Парк ограничен корпусом Новый Анатомикум на улице Няйтузе и задними фасадами домов по улице Вески, среди которых располагаются дом в стиле позднего классицизма, в котором расположен музей Карла Эрнста фон Бэра, и историческое кирпичное здание, построенное в 1888 году, где располагался клуб Эстонской сельскохозяйственной академии, действовавшие ещё в советское время. Бывшее здание Тартуского городского музея сохранилось на улице Ору, а со стороны Тоомемяги доминирует фасад собора в готическом стиле, на башнях которого сегодня находится смотровая площадка.
В парке находятся два памятника: памятник ректору университета, физиологу Александру Шмидту, со стороны улицы Няйтузе, напротив Нового Анатомикума, с другой стороны, на холме над улицей Ору, — скульптурная группа «Памятник старейшине Меэлису и русскому князю Вячко» (1956, скульптор Олав Мянни), где изображены персонажи осады Юрьева 1224 года.
Летом в парке организуются концерты и представления под открытым небом, такие как «Лембиту» (режиссёры Антс Вийр и Уно Пант). Зимой холмистый парк популярен среди любителей катания с горок.

## История
В июне 1869 года в Касситооме, у подножия вала Тоомемяги, состоялось открытие первого эстонского всеобщего певческого праздника, на котором присутствовало до 12 000 человек. Позже здесь были построены теннисные корты Тартуского университета.
В 1980 году из Кадриорга в парк была перенесена скульптура «Памятник старейшине Меэлису и русскому князю Вячко».

## Галерея

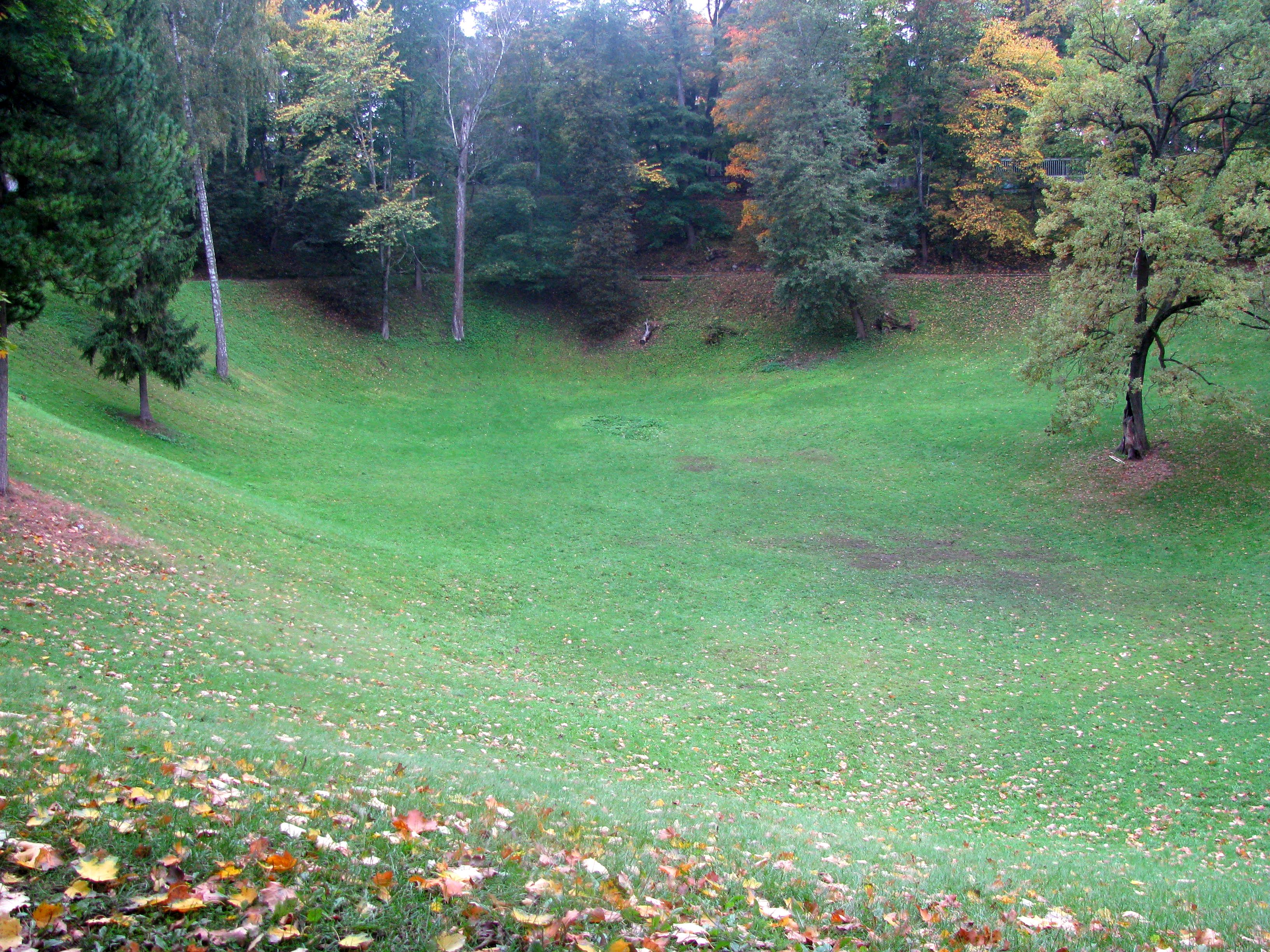
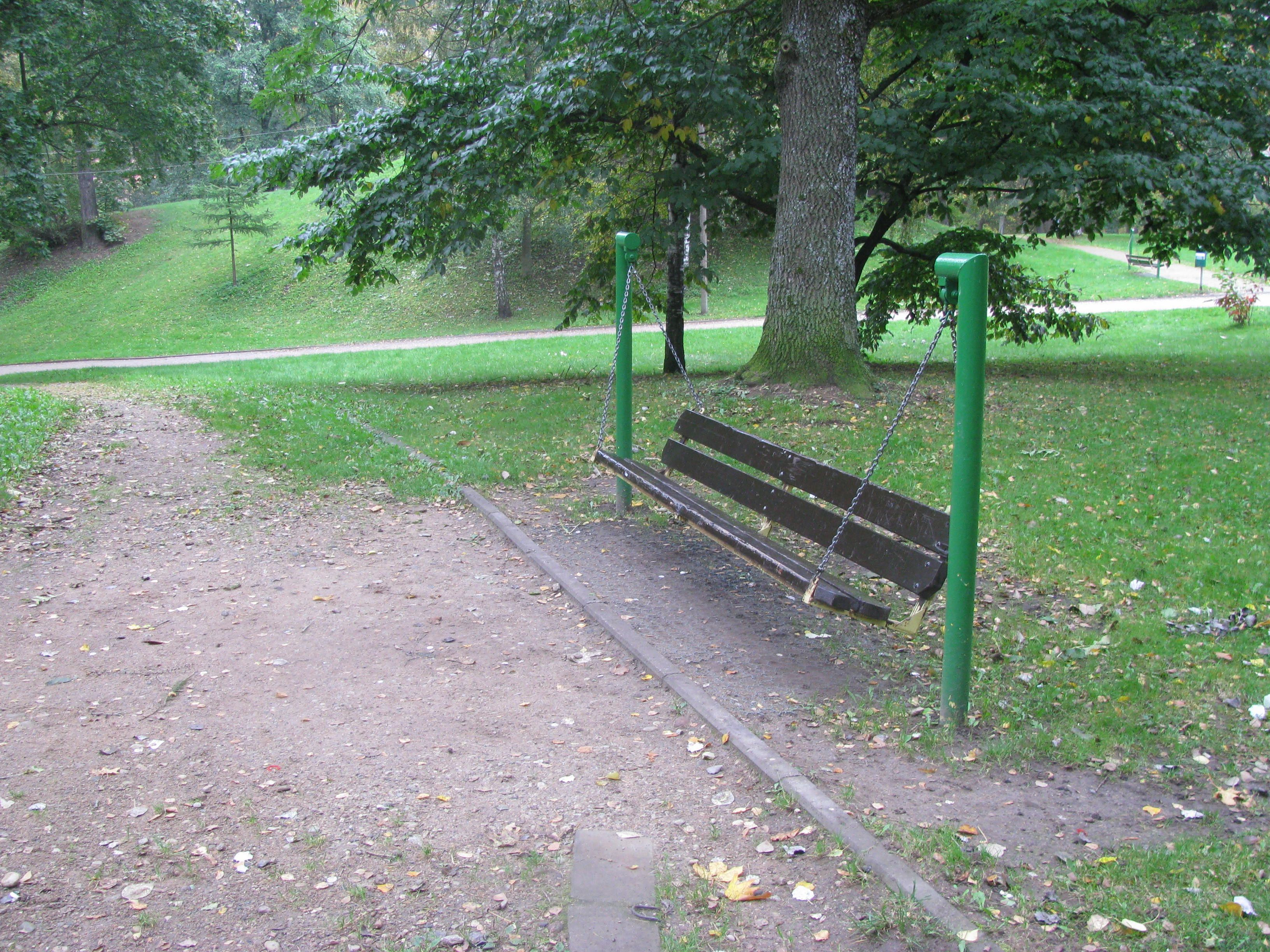
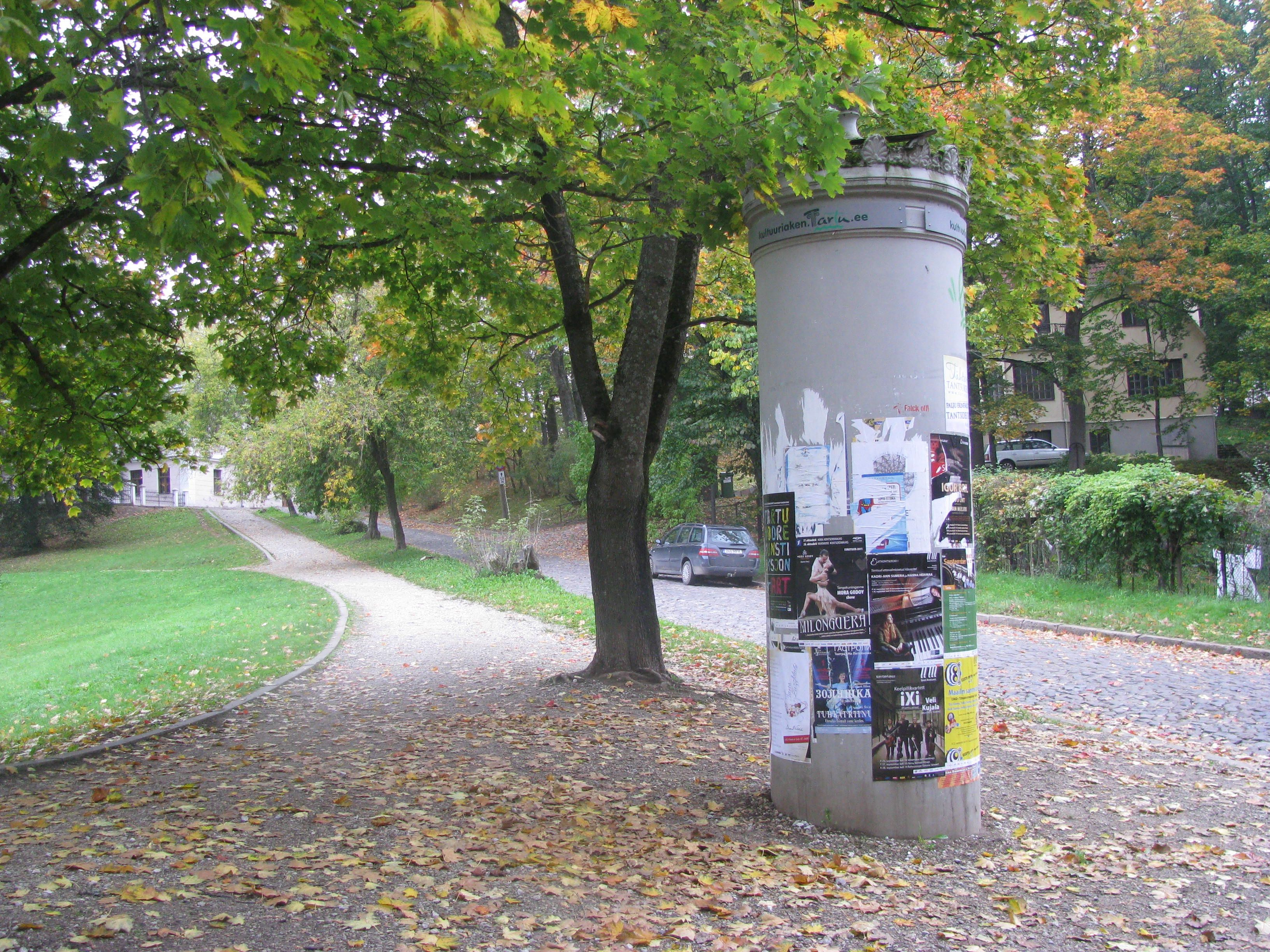
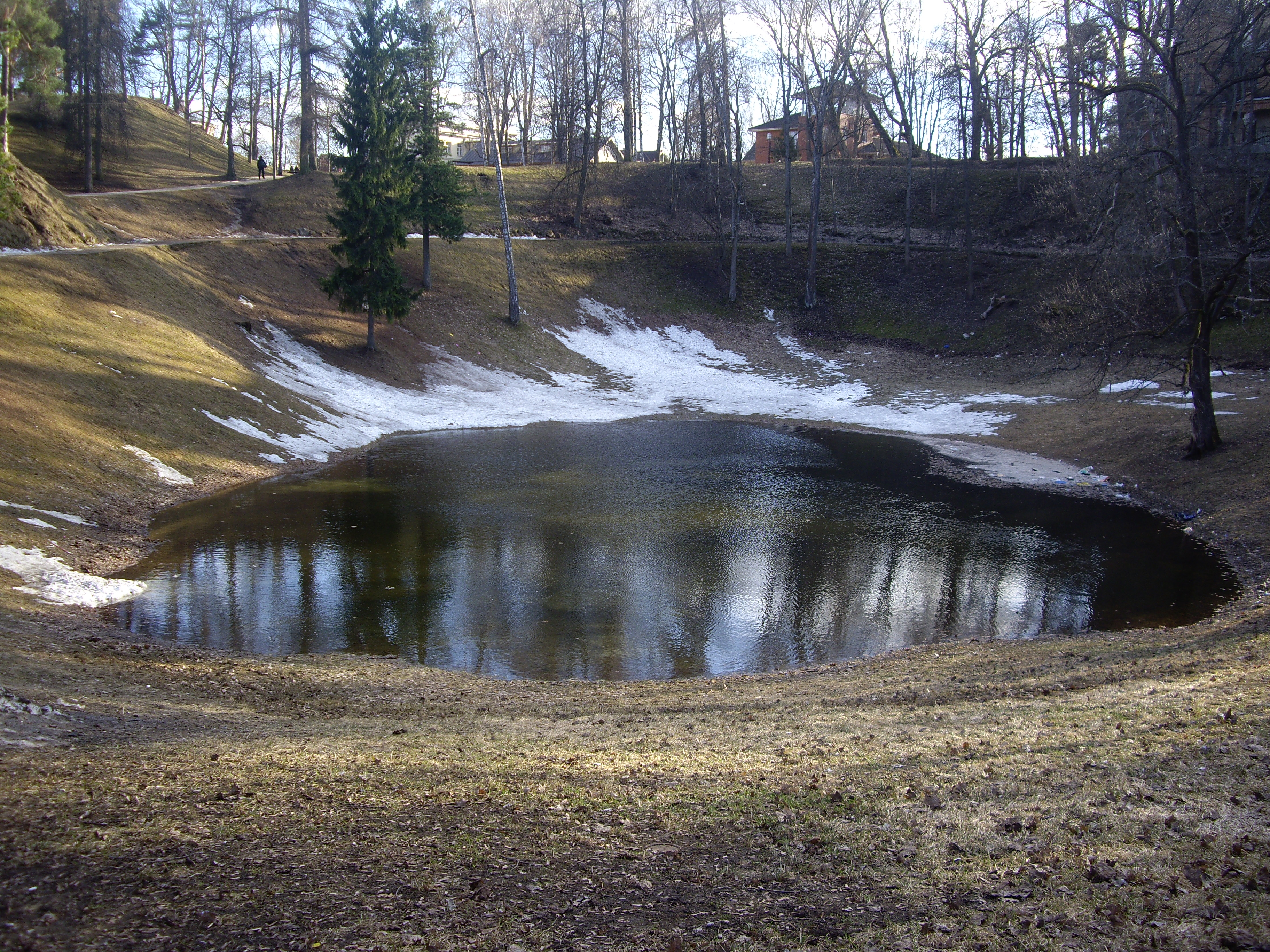